# Lars Sonck
Lars Eliel Sonck (né le 10 août 1870 à Kälviä - mort le 14 mars 1956 à Helsinki) est un architecte finlandais.

## Carrière
La carrière de Sonck commence à 23 ans quand il gagne en 1894 le concours d'architectes pour la conception de l'église Mikael de Turku.
Parmi ses autres œuvres les plus connues on peut noter la cathédrale de Tampere, l'église du Kallio d'Helsinki, l'église Mikael Agricola, église de Mariehamn, la résidence présidentielle d'été Kultaranta, la villa estivale d'Uuno Klami et la résidence Ainola de Jean Sibelius.
Il est considéré comme l'un des architectes les plus représentatifs du style du Nationalisme romantique à côté de l'architecte Eliel Saarinen.
Dès les années 1890, Lars Sonck conçoit des constructions en bûches et des  villas dont le style national diffère des styles des constructions précédentes.

## Œuvres principales

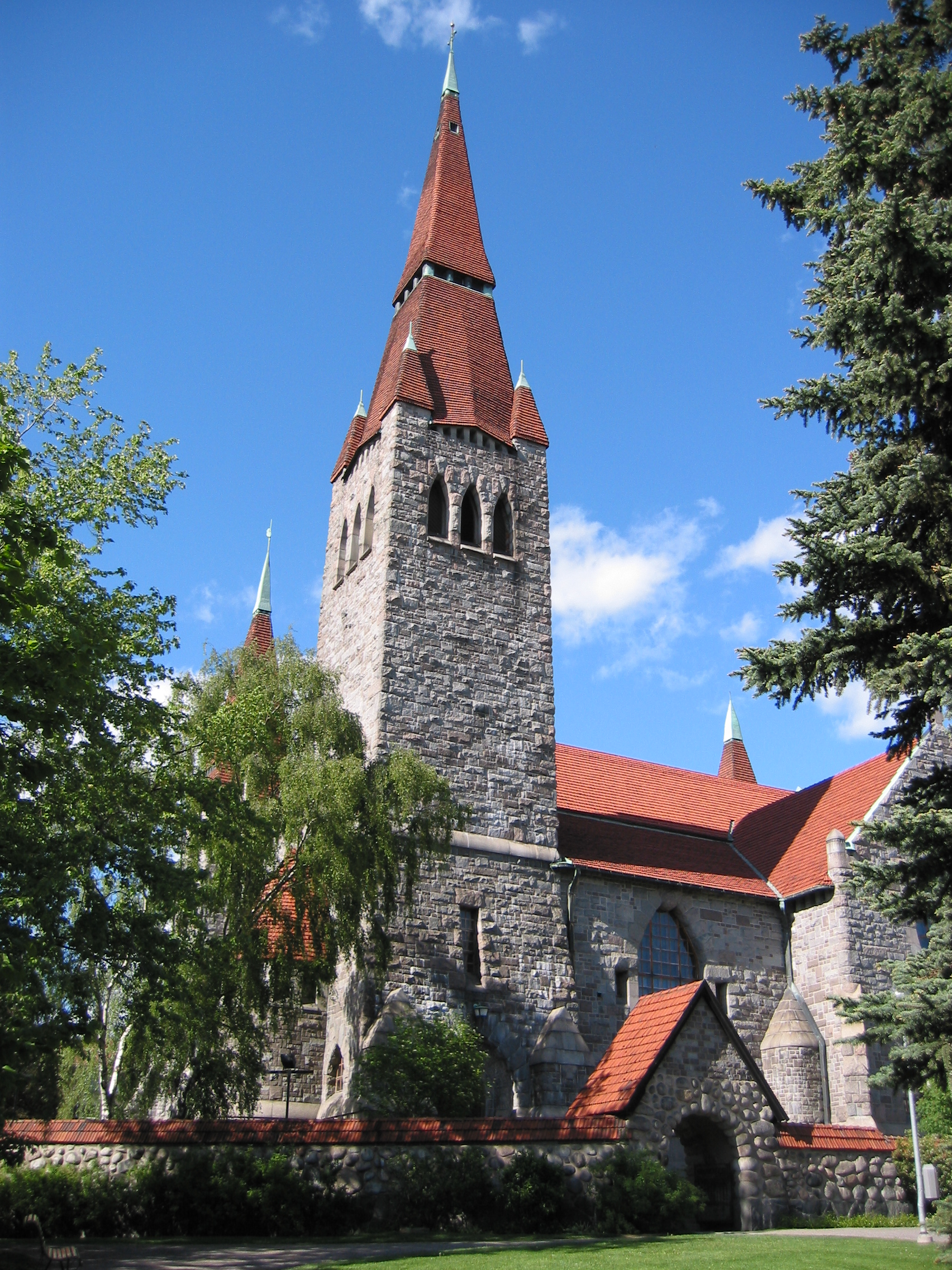
Cathédrale de Tampere,
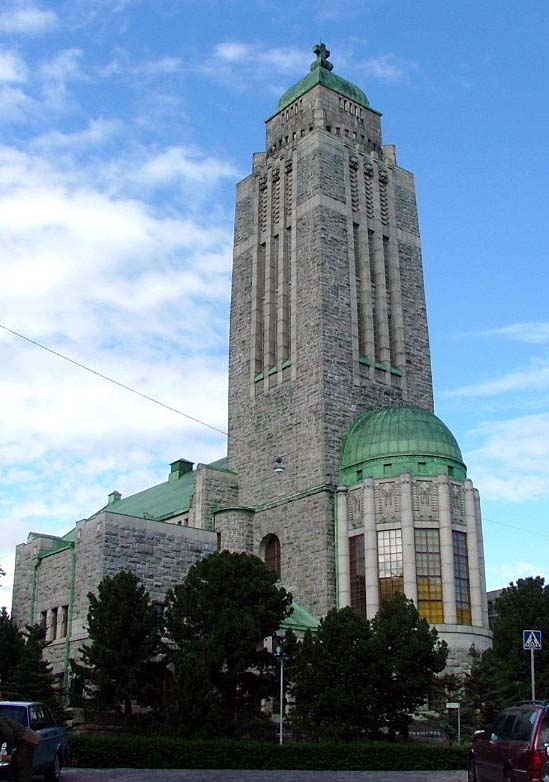
Église du Kallio à Helsinki.
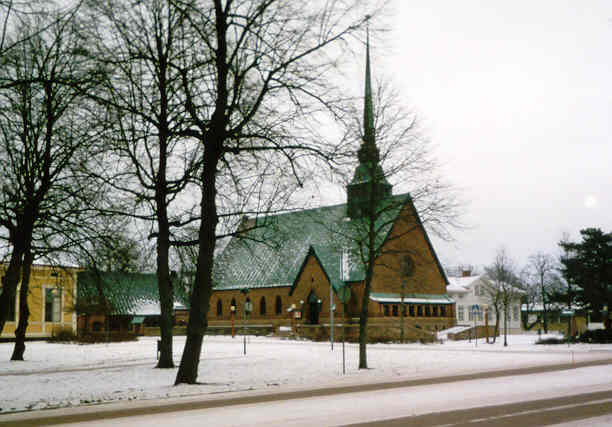
Église de Mariehamn.
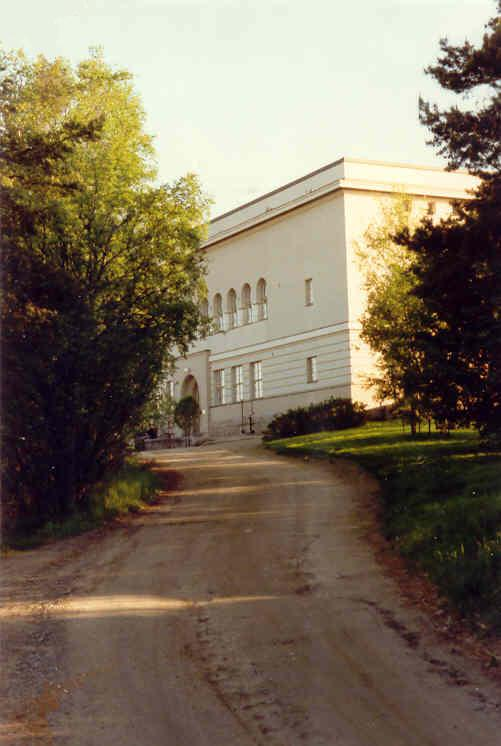
Lycée de Kristinestad.
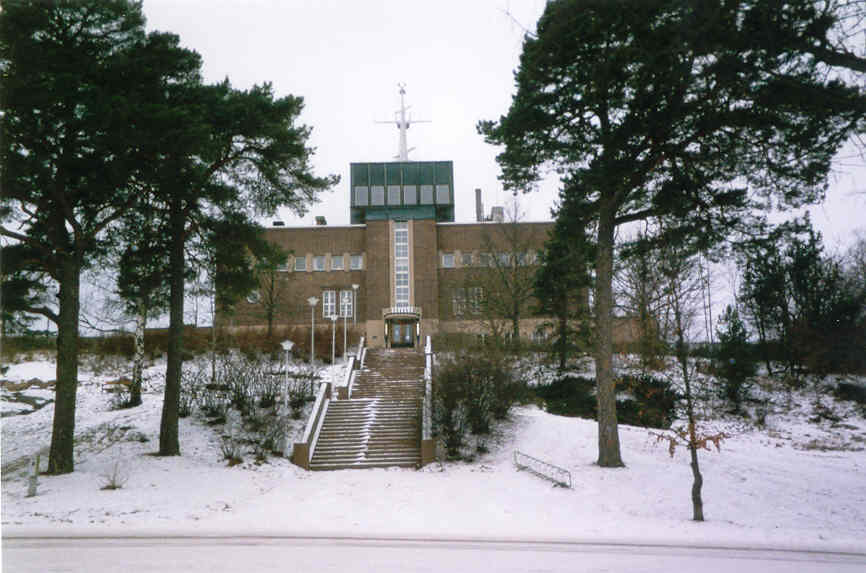
École de la navigation de Mariehamn.
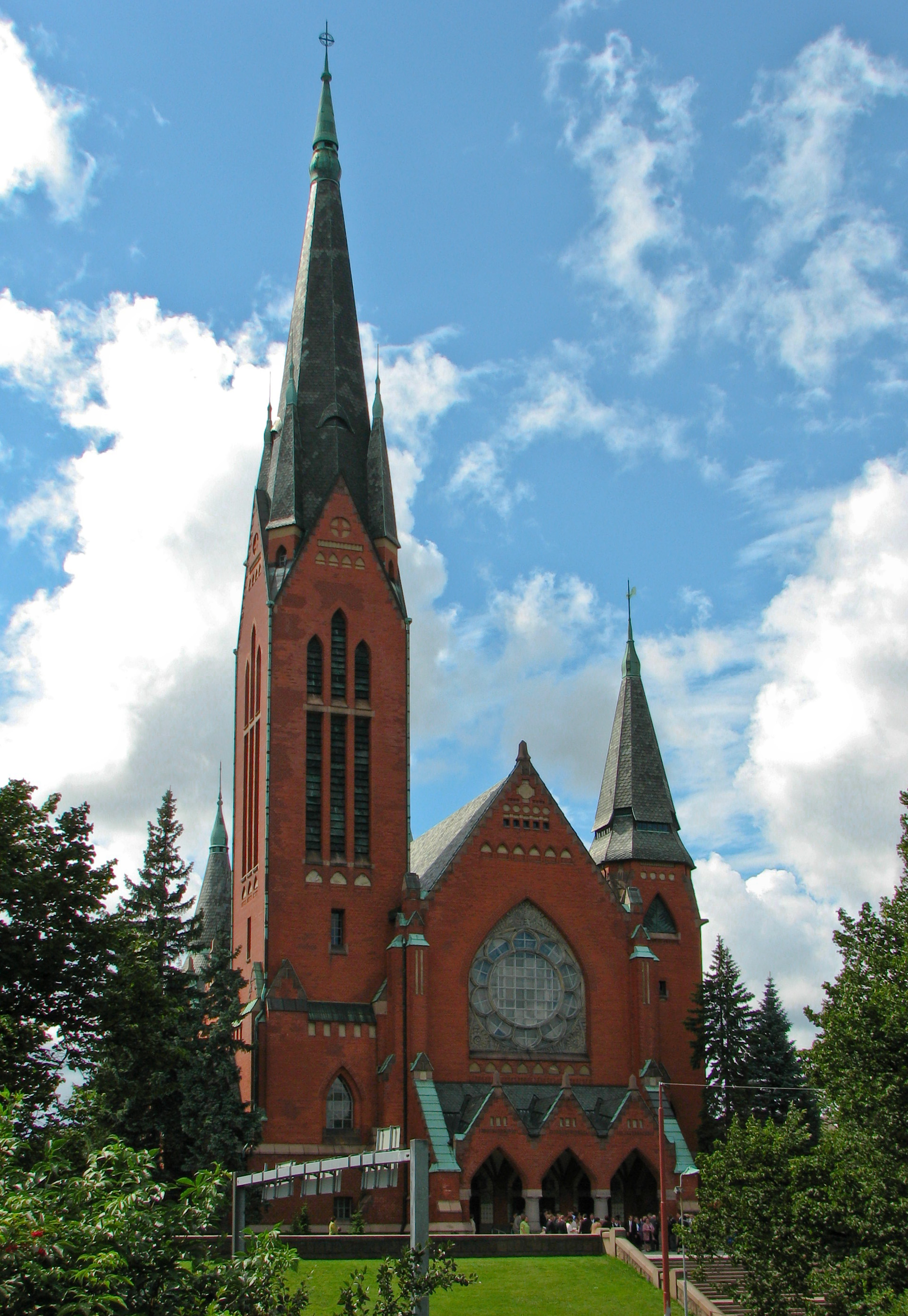
Église Mikael à Turku.
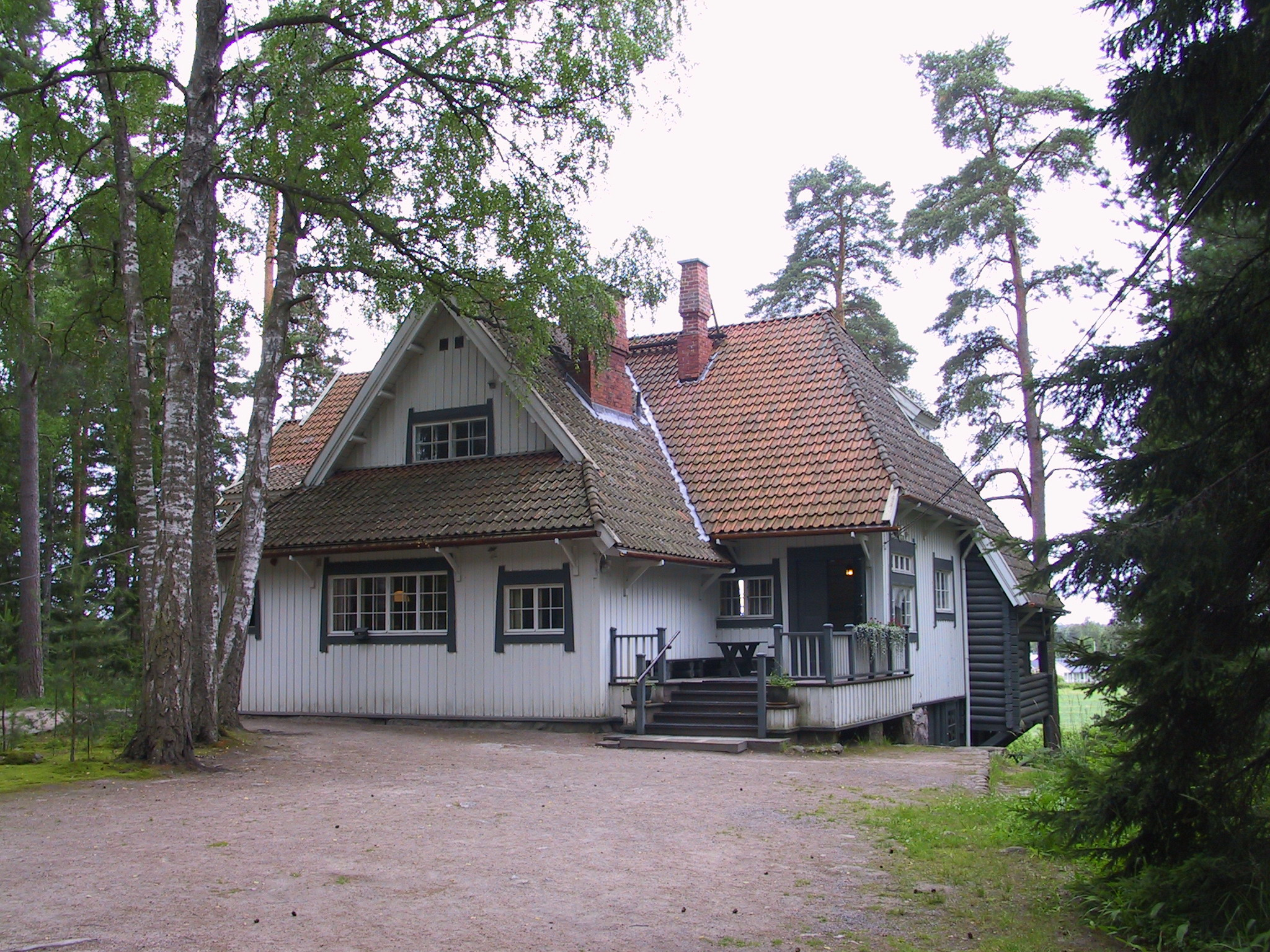
Résidence Ainola de  Jean Sibelius à Järvenpää.
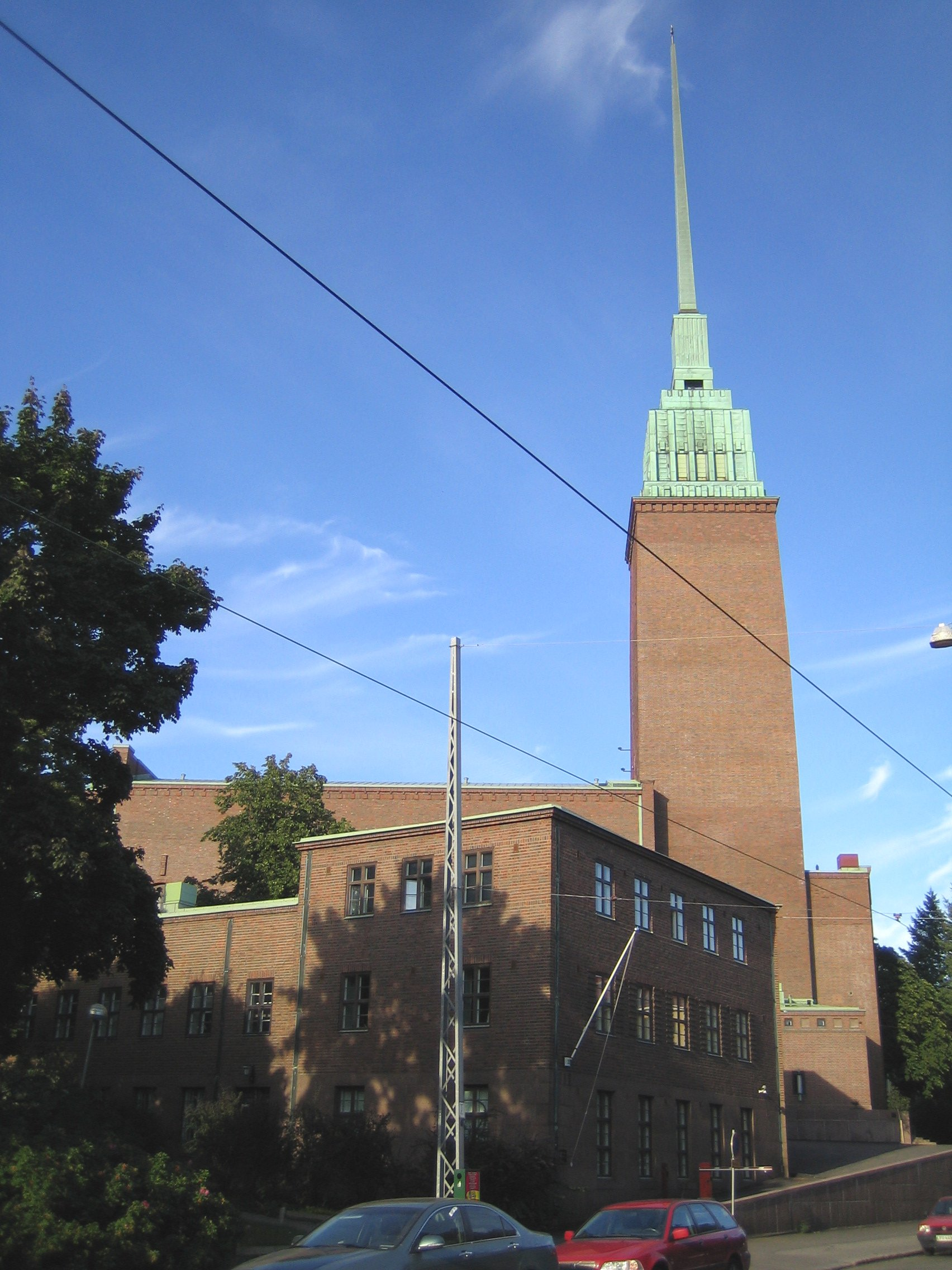
Église Mikael Agricola à Helsinki.
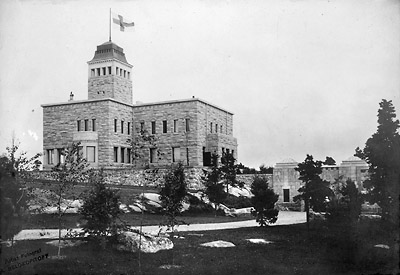
Résidence présidentielle d’été Kultaranta à Naantali.
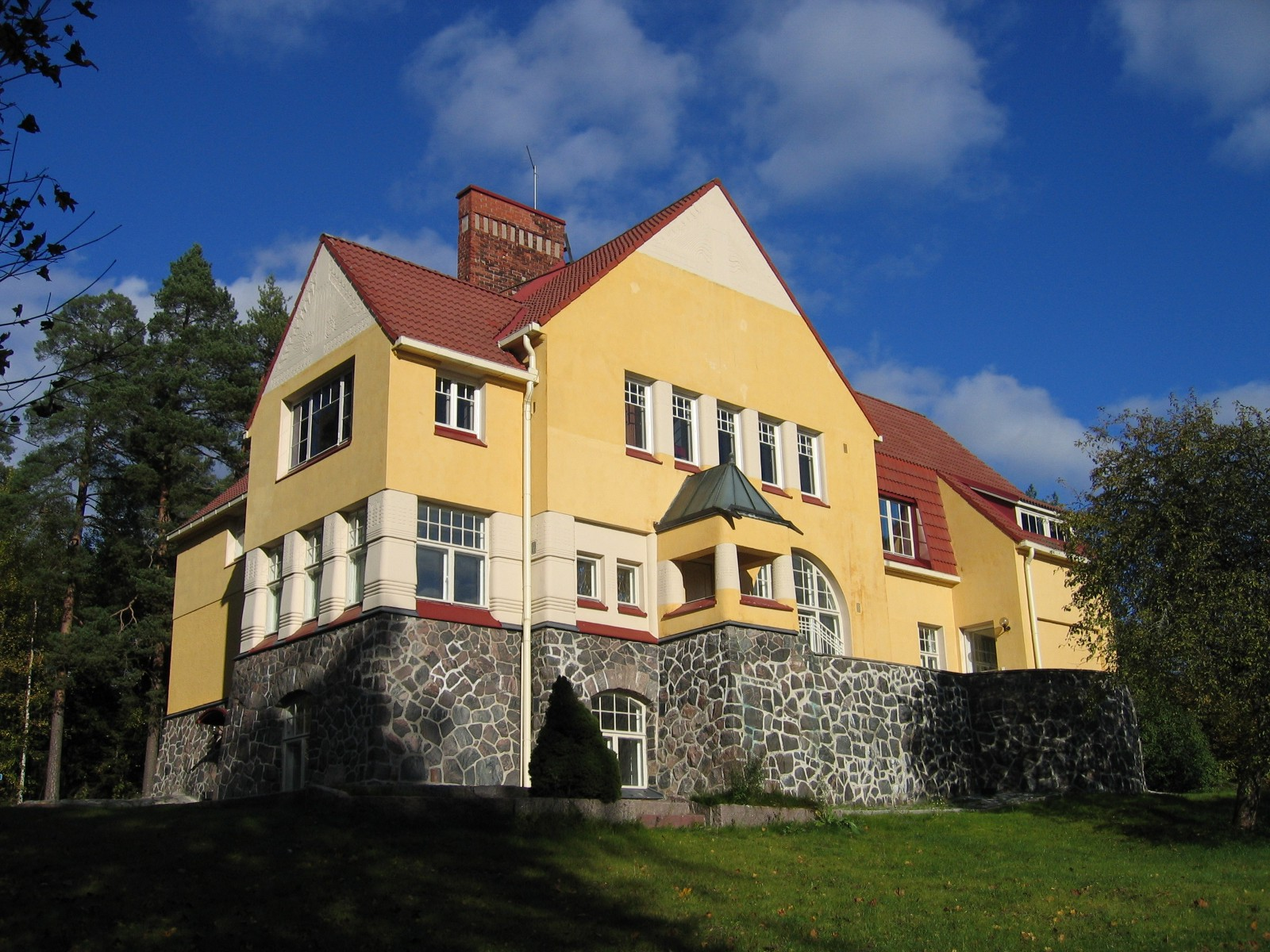
Villa Vallmogård à Kauniainen.
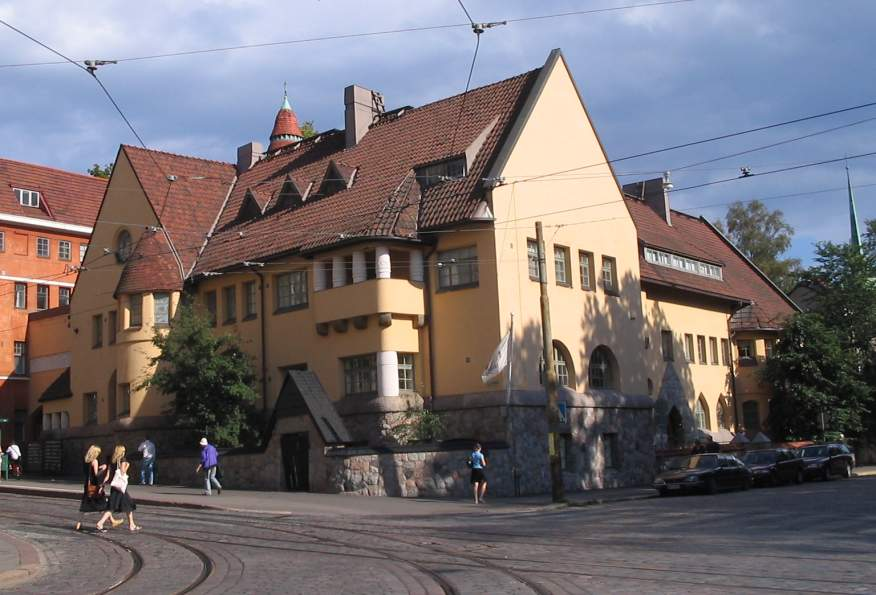
Hôpital d'Eira à Helsinki.
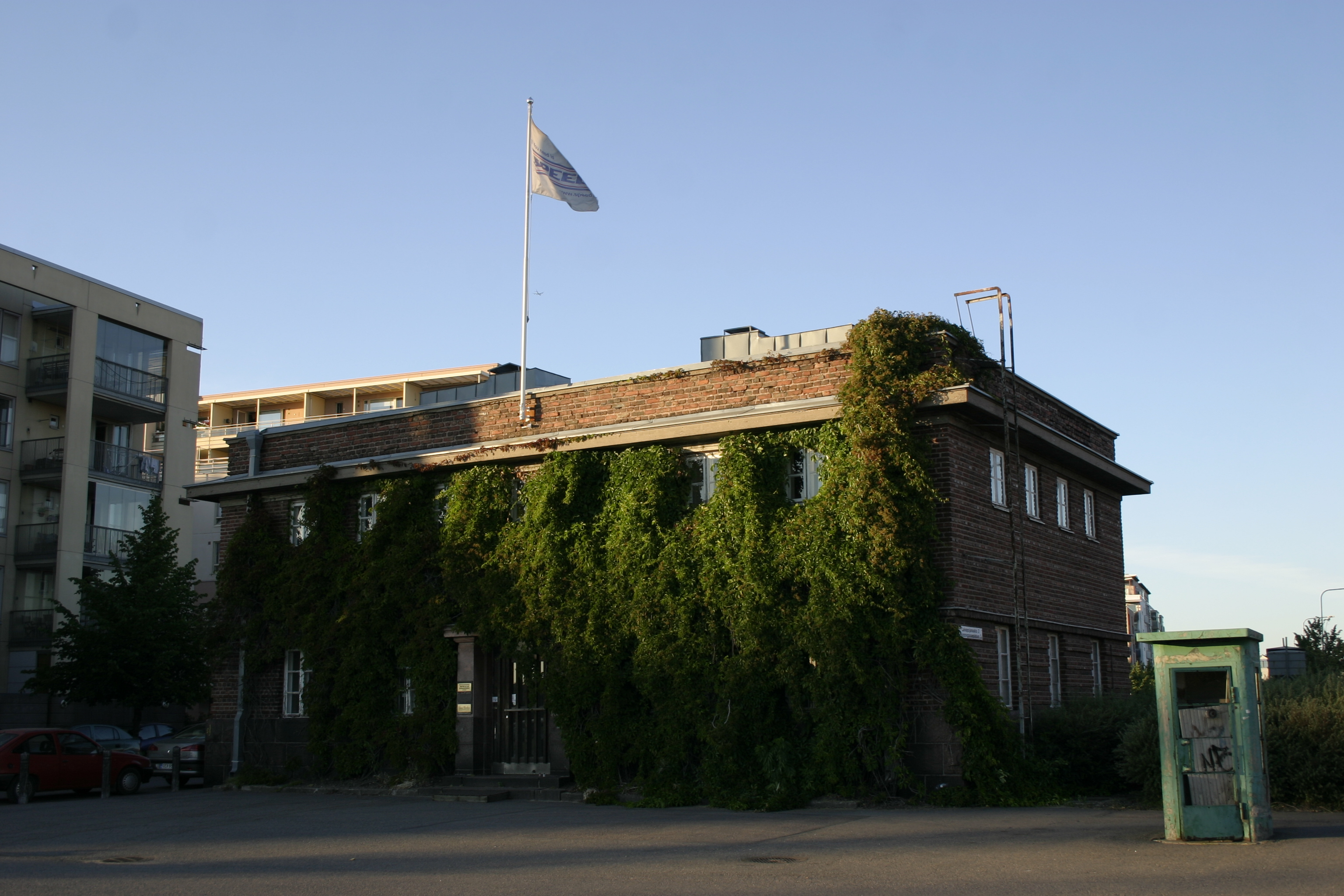
Bâtiment de la direction du port, Jätkäsaari à Helsinki.
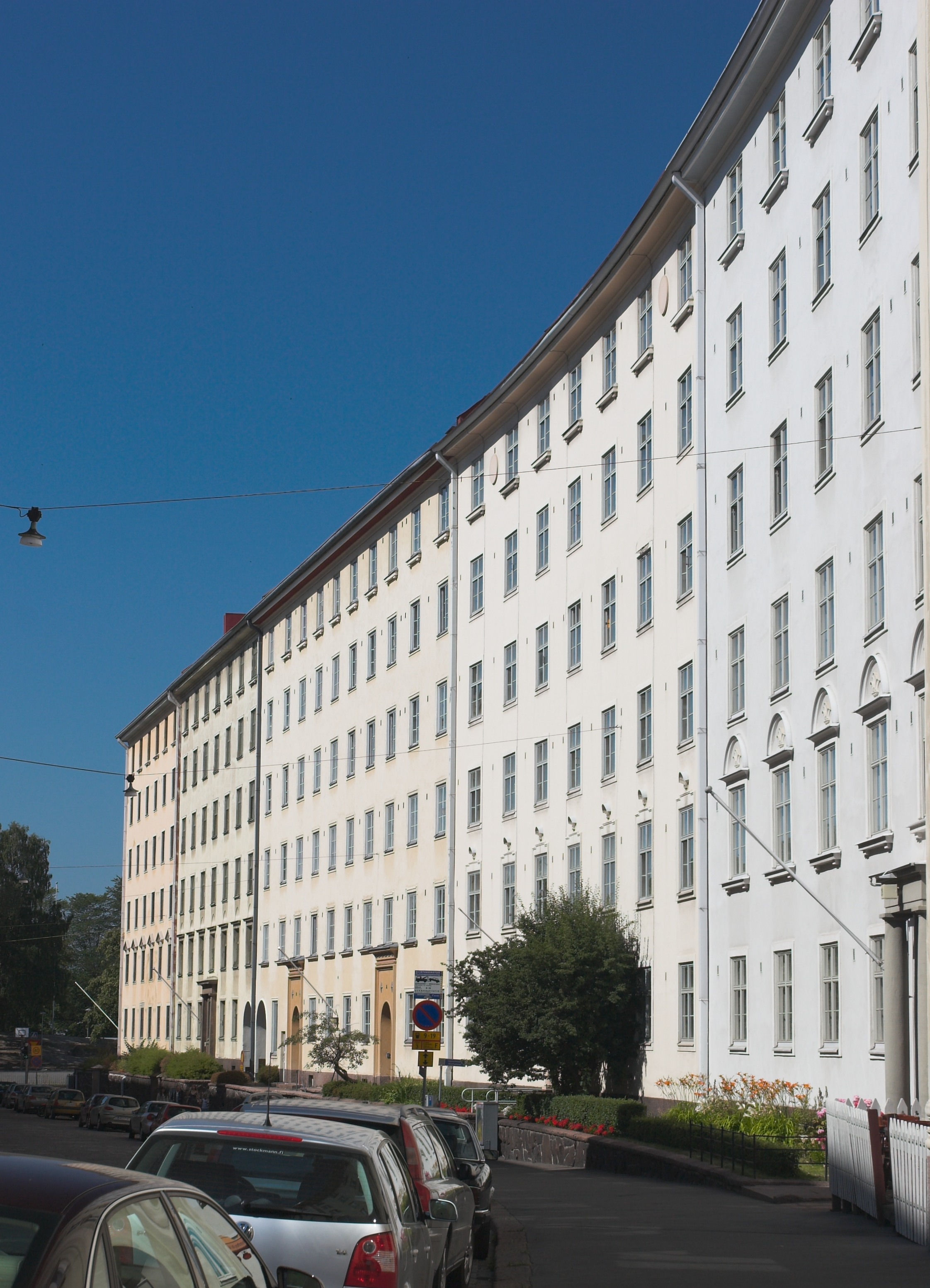
Quartier de Lars Sonck, Etu-Töölö à Helsinki.
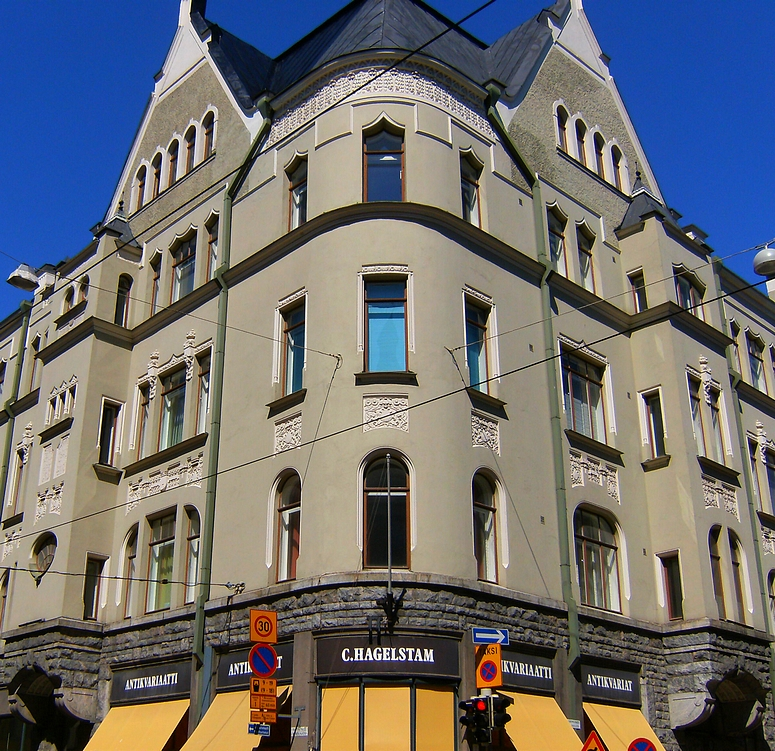
35, Rue Fredrikinkatu à Helsinki.
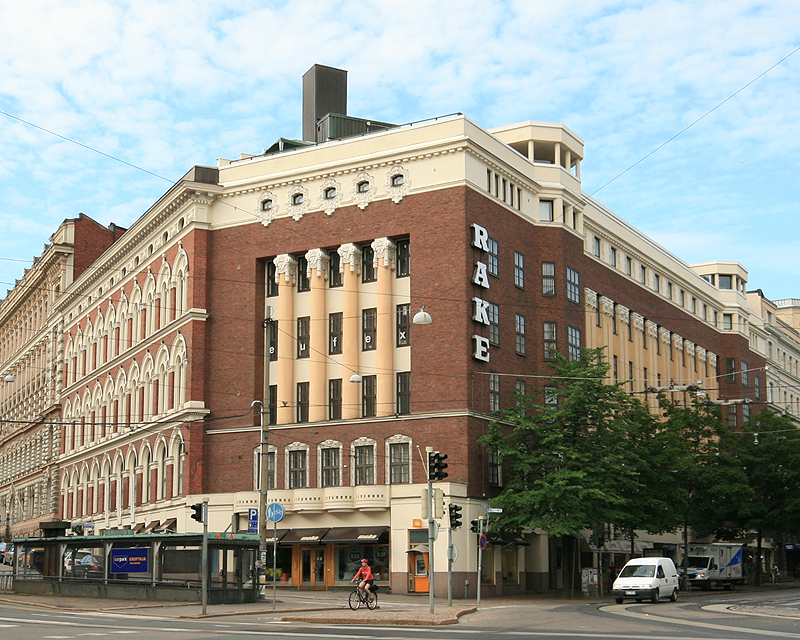
Coin du 4, Rue Erottajankatu et du 2, Bulevardi à Helsinki.
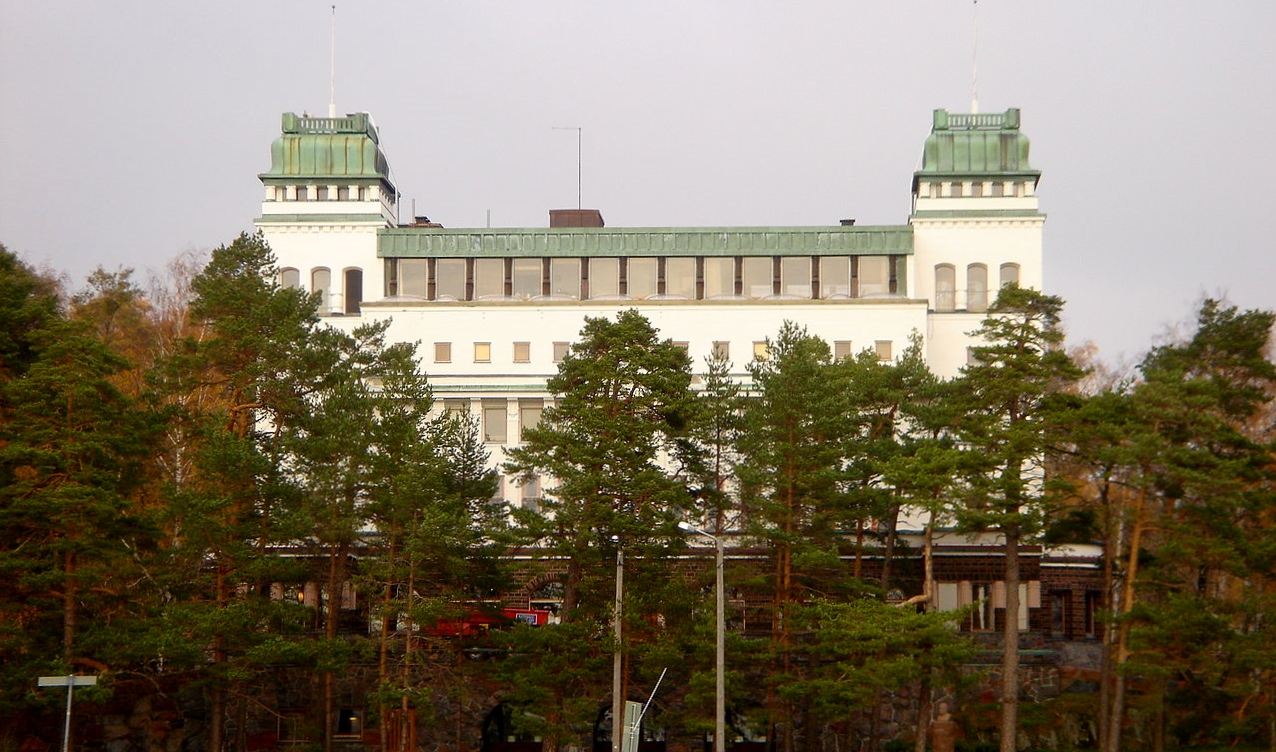
Maison Wihuri à Kulosaari.